# Selbstadjungierte Matrix
Eine selbstadjungierte Matrix ist ein Objekt aus dem mathematischen Teilgebiet der linearen Algebra. Es handelt sich um eine spezielle Art von quadratischen Matrizen. Sind die Koeffizienten einer selbstadjungierten Matrix reell, so ist sie gerade eine symmetrische Matrix, und sind die Koeffizienten komplex, so ist sie eine hermitesche Matrix.

## Definition
Sei {\displaystyle \mathbb {K} \in \{\mathbb {R} ,\mathbb {C} \}} der reelle oder komplexe Zahlenkörper und sei {\displaystyle \langle \cdot ,\cdot \rangle } das Standardskalarprodukt auf {\displaystyle \mathbb {K} ^{n}}. Eine Matrix {\displaystyle A} heißt selbstadjungiert, wenn
{\displaystyle \langle Ay,x\rangle =\langle y,Ax\rangle }
für alle {\displaystyle x,y\in \mathbb {K} ^{n}} gilt. Die Matrix {\displaystyle A} wird hier als lineare Abbildung auf dem {\displaystyle \mathbb {K} ^{n}} aufgefasst.

## Beispiele
- Die Matrix

{\displaystyle {\begin{pmatrix}3&2+i\\2-i&1\end{pmatrix}}}
mit {\displaystyle i} als der imaginären Einheit ist selbstadjungiert bezüglich des Standardskalarproduktes auf {\displaystyle \mathbb {C} ^{n}} wegen
{\displaystyle {\begin{pmatrix}3&2+i\\2-i&1\\\end{pmatrix}}^{*}={\begin{pmatrix}3&{\overline {2-i}}\\{\overline {2+i}}&1\\\end{pmatrix}}={\begin{pmatrix}3&2+i\\2-i&1\\\end{pmatrix}}.}
- Die Pauli-Matrizen

{\displaystyle \sigma _{1}={\begin{pmatrix}0&1\\1&0\end{pmatrix}},\quad \sigma _{2}={\begin{pmatrix}0&-i\\i&0\end{pmatrix}},\quad \sigma _{3}={\begin{pmatrix}1&0\\0&-1\end{pmatrix}}}
sind selbstadjungiert.

## Eigenschaften
Eine reelle Matrix ist genau dann selbstadjungiert, wenn sie symmetrisch ist, also wenn {\displaystyle A=A^{\mathsf {T}}} gilt, da
{\displaystyle \langle Ay,x\rangle =(Ay)^{\mathsf {T}}x=y^{\mathsf {T}}A^{\mathsf {T}}x=y^{\mathsf {T}}Ax=y^{\mathsf {T}}(Ax)=\langle y,Ax\rangle }.
Analog dazu ist eine komplexe Matrix genau dann selbstadjungiert, wenn sie hermitesch ist, also wenn {\displaystyle A=A^{*}} gilt, da
{\displaystyle \langle Ay,x\rangle =(Ay)^{*}x=y^{*}A^{*}x=y^{*}Ax=y^{*}(Ax)=\langle y,Ax\rangle }.
Jede selbstadjungierte Matrix ist auch normal, das heißt, es gilt
{\displaystyle A^{*}\cdot A=A\cdot A^{*}}.
Die Umkehrung gilt im Allgemeinen nicht.